# Scholtenmonument

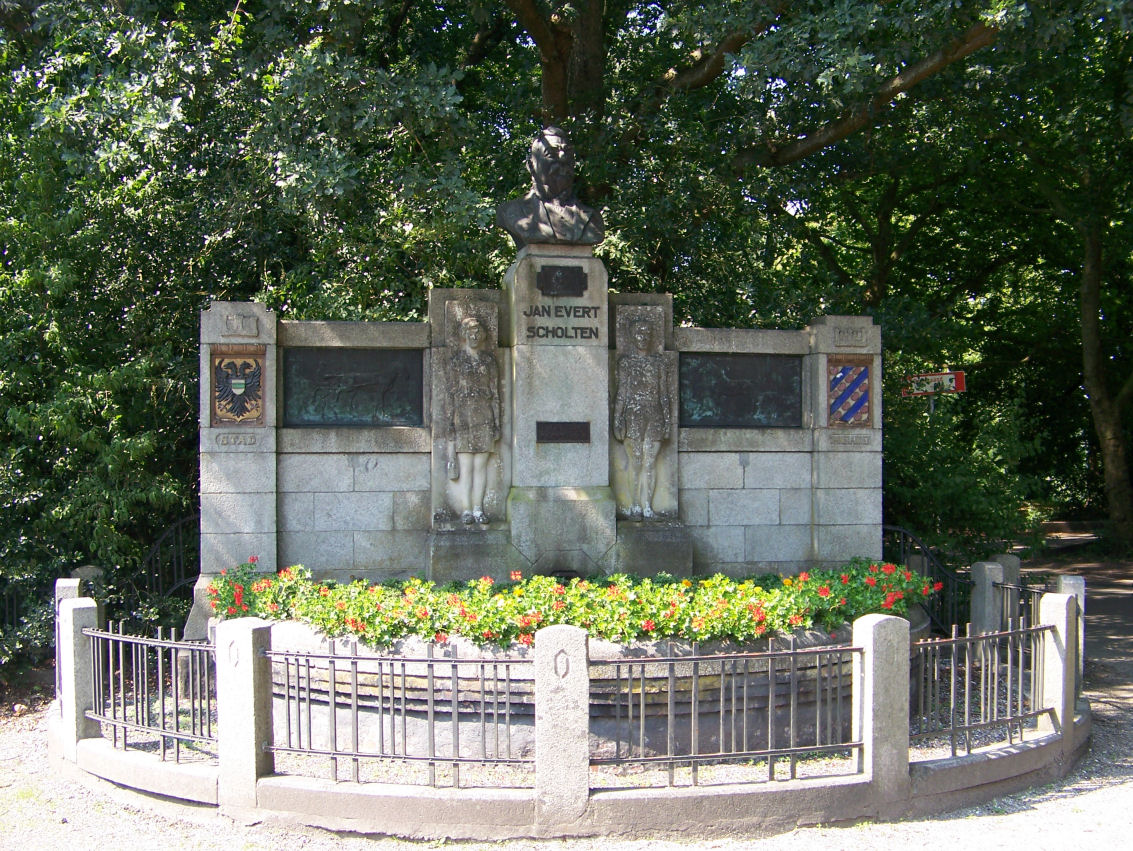
Het monument in 2008

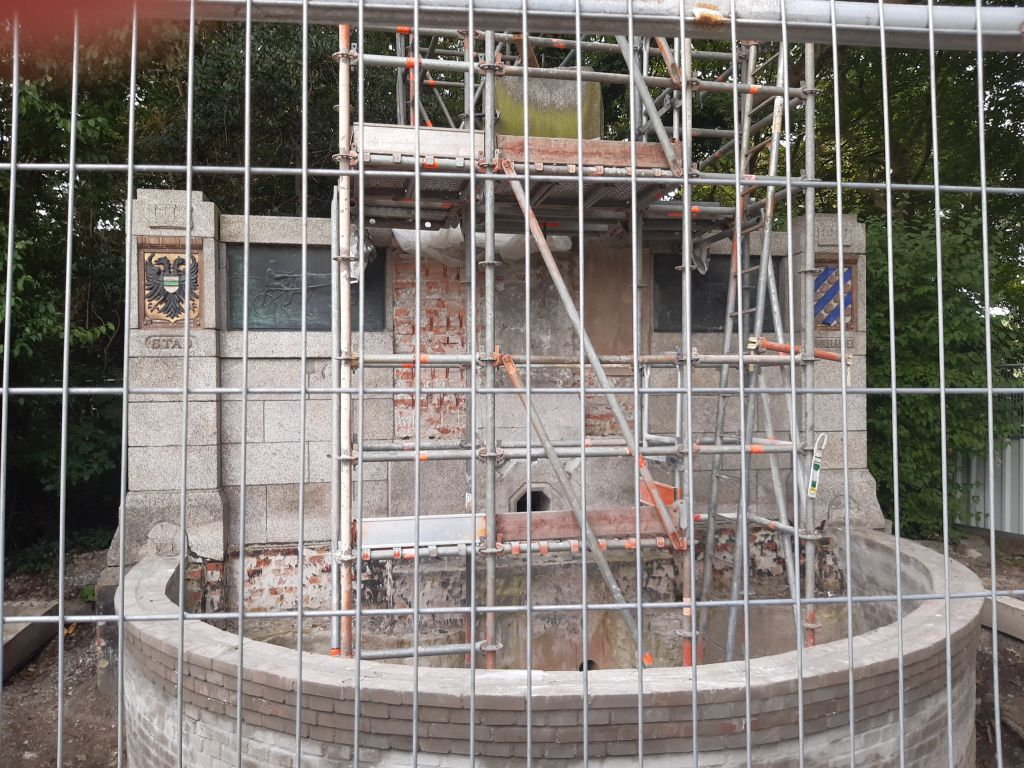
Het monument tijdens restauratie in 2021

Het Scholtenmonument is een gedenkteken uit 1931 ter nagedachtenis aan de industrieel Jan Evert Scholten (1849-1918) in het Stadspark in de stad Groningen.

## Achtergrond
Scholten was een vooraanstaand industrieel in Groningen. Hij was de zoon van Willem Albert Scholten, grondlegger van het Scholten-concern dat later, ook door de expansiedrift van zijn enige zoon Jan Evert, zou uitgroeien tot een industrieel conglomeraat van zuivel-, suiker-, strokarton- en aardappelmeelfabrieken. De Scholtens behoorden in hun tijd tot de rijkste families van Nederland. Scholten was, evenals zijn vader, ook maatschappelijk zeer actief. Zo was hij de oprichter van het theater de Grunneger Sproak en was hij nauw betrokken bij de ontwikkeling van het Stadspark, bedoeld als een gebied dat mogelijkheden bood tot sport en ontspanning voor de Groninger bevolking. In samenspraak met architect J.A. Mulock Houwer tekende hij voor de totstandkoming van dit park.

## Het monument
Direct na het overlijden van Jan Evert Scholten werd een comité opgericht dat zich de stichting van een herdenkingsmonument in het Stadspark ten doel stelde. Voorzitter - en uiteindelijk verantwoordelijke voor het grand design van het monument - werd Mulock Houwer, de voormalige stadsbouwmeester en persoonlijk vriend van de overledene. Beeldhouwer Abraham Hesselink werd aangezocht voor het vervaardigen van de beeldende elementen. Het monument zelf bestaat uit een sokkel waarop zich een buste van Scholten bevindt, die geflankeerd wordt door twee muurpartijen waarop bronzen plaquettes zijn bevestigd. De centrale sokkel wordt geflankeerd door twee beelden van kinderen in sportkleding. De plaquettes verwijzen naar de paardenfokkerij en de drafsport, twee liefhebberijen van Scholten, die beide in het Stadspark ook tot hun recht kwamen. Op de hoeken van het monument zijn de wapens van Stad en Ommelanden aangegeven. Voor het monument is een monumentale bloembak aangebracht, waar de bloemen en planten van het seizoen in kunnen worden geplant. Het geheel wordt afgesloten door een rond hek dat de vorm van de bloembak volgt. Op de zuidmuur van het monument is de stedenmaagd verbeeld.
In 2020 werd het monument zwaar beschadigd toen een auto ertegen aanreed. Pas in juni 2023 was het monument weer helemaal gerestaureerd. Echter niet zoals het voor de aanrijding was, maar in de oorspronkelijke staat.